# Stift St. Paulus

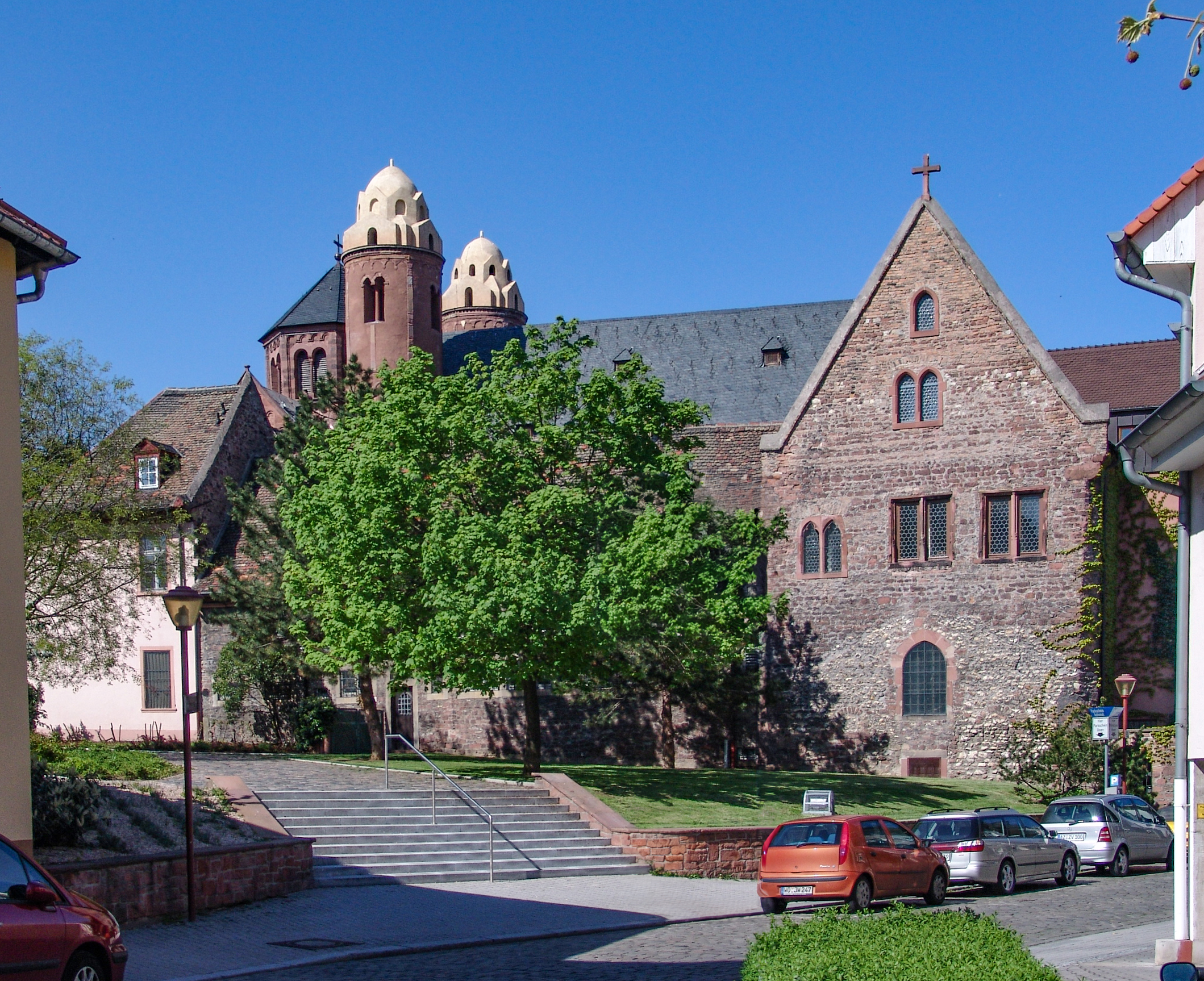
Stiftsgebäude, im Hintergrund die Türme von St. Paulus

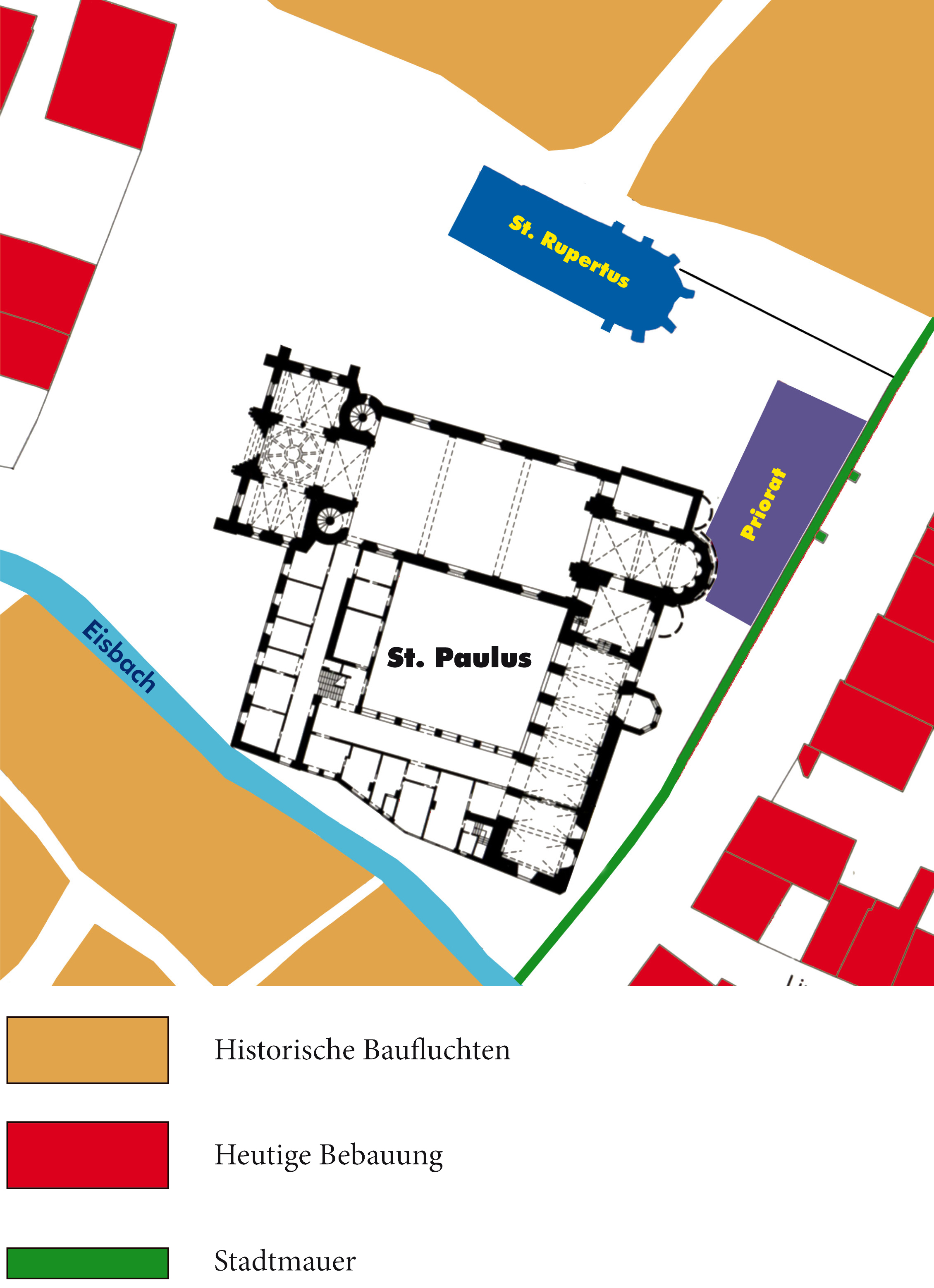
Stiftsbezirk mit den Kirchen St. Ruprecht und St. Paulus und angebauten Stiftsgebäuden

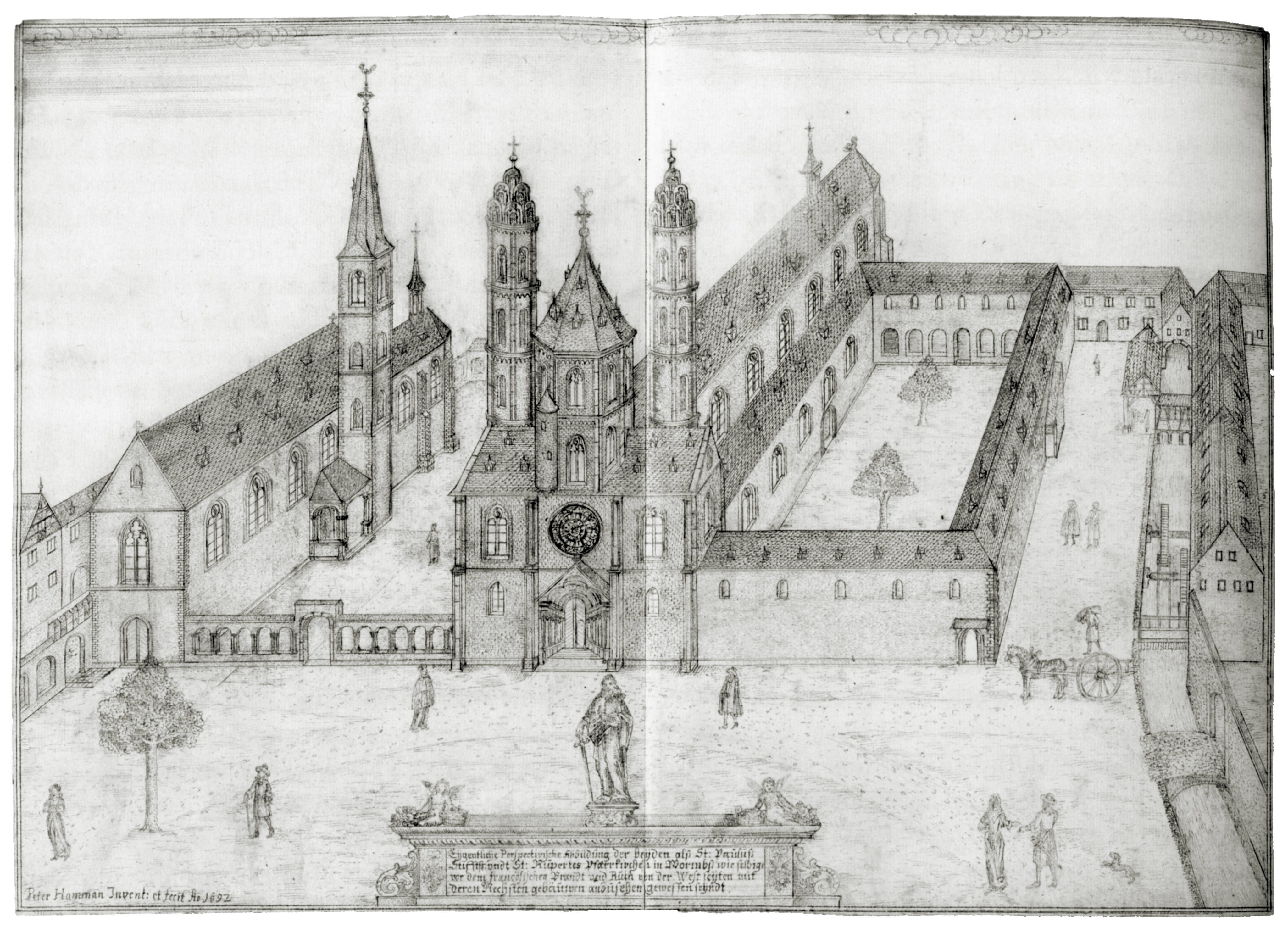
St. Ruprecht (links), St. Paul (Mitte) und die Stiftsgebäude (rechts). Zustand vor der Zerstörung 1689, Zeichnung: Peter Hamman

Das Stift St. Paulus war bis zur Säkularisation eines der fünf Stifte in der Stadt Worms. Zum Stift gehörte neben der Stiftskirche St. Paulus noch die Pfarrkirche St. Rupertus.

## Vorgeschichte
Am 3. Oktober 1002 schenkte König Heinrich II. dem Bistum Worms den Besitz von Herzog Otto von Worms in der Stadt und deren Umland. Herzog Otto war bei der Wahl Heinrich II. unterlegener Gegenkandidat gewesen und wurde nun – gegen Kompensation – vom König aus der „Hauptstadt“ Worms verdrängt. Zu den der Kirche übertragenen Besitzungen gehörte auch die Salierburg in Worms. Deren Gelände lag an der rheinseitigen, damaligen östlichen Mauer der Stadtbefestigung. Hier gründete Bischof Burchard in der Folgezeit das Stift.

## Geschichte

### Mittelalter
Die älteste erhaltene Erwähnung des Stifts stammt angeblich vom 29. Juni 1016. Dabei handelt es sich jedoch um eine im 12. Jahrhundert gefertigte Fälschung oder die Verfälschung einer früheren Urkunde. Die Wahl des Patroziniums, St. Paulus, stellte eine enge Verbindung zum Dom her, dessen Patrozinium bei St. Petrus liegt.
1329 kam es zu einer Doppelwahl des Propstes. Papst Johannes XXII. versuchte, Otto von Schönberg durchzusetzen, während das Stiftskapitel den Dompropst, Georg Friedrich von Leiningen, wählte. Der Papst verhängte daraufhin das Interdikt gegen das Stift. Der Rat der Stadt distanzierte sich gegenüber beiden streitenden Parteien. Ebenfalls 1329 kam es zu einer Doppelwahl des Bischofs. Dabei stand das Stift auf der Seite von Gerlach Schenk von Erbach. Nachdem sich dessen Gegner, Salmann Cleman, aber 1341 durchsetzen konnte, wurde das Stift mit einer Strafzahlung von 500 Gulden belegt. 1343 kam es aber zu einem Ausgleich zwischen Bischof und Stift, der ihm diese Zahlung erließ.
Im Streit zwischen Geistlichkeit und Bürgerschaft verließen die Stiftsherren 1384 bis 1386 zusammen mit den meisten anderen Geistlichen die Stadt. Der Vorgang wiederholte sich 1499 bis 1509. Die Stiftsherren begaben sich nach Oppenheim, das zum Zuständigkeitsbezirk des früheren Archidiakonats des Propstes von St. Paulus, ab dem Ende des 15. Jahrhunderts als Landkapitel zum Zuständigkeitsbereich des dortigen Dekans gehörte.

### Nachreformatorische Zeit
Der Konvent blieb in der Reformation römisch-katholisch, in dessen Kirchen wurde nicht lutherisch gepredigt. Allerdings konvertierten einzelne Mitglieder. So ist in einem Ratsprotokoll vermerkt: „Ein Stiftsherr will zur Evangelischen Religion tretten und seine Köchin heyratehen“. Das verhinderte aber nicht, dass Bedeutung und Wirtschaftskraft – parallel zu der der Stadt insgesamt – abnahmen. Weiterer Schaden entstand, als die Stadt 1689 im Pfälzischen Erbfolgekrieg durch Truppen König Ludwig XIV. zerstört wurde, was sowohl die Stiftskirche als auch die St. Rupertuskirche traf. Anfang des 18. Jahrhunderts hatte das Stift einen Schuldenberg von 20.000 Gulden angehäuft.

### Ende
Nachdem 1792 französische Truppen erstmals im Rahmen der Revolutionskriege Worms besetzten, begann der Auflösungsprozess. Ein Teil der Stiftsherren floh ins nicht besetzte, rechtsrheinische Gebiet. Am 9. Juni 1802 wurde das Stift – Worms war inzwischen von Frankreich annektiert – mit einem Konsularbeschluss („Arrêté des Consuls“), im rechtlichen Sinne eine Verordnung – säkularisiert und formal aufgelöst. Von zwei Stiftsherren ist bekannt, dass sie weiter Worms wohnten.

## Organisation
Bei der Gründung waren 20 Kanoniker vorgesehen. Ob diese Zahl je erreicht wurde, ist unbekannt, da es bis Mitte des 14. Jahrhunderts keine diesbezügliche Überlieferung gibt. 1343 wurden 15 Kanoniker und 33 Vikare genannt, 1496 waren es 16 Kanoniker und 23 Vikare, 1669 waren es 10 Stiftsherren sowie zwei unbesetzte Vikarsstellen, ebenso 1715. 1718 waren es elf Kanoniker, kurz darauf nur acht. Trotz des relativ hohen Ranges des Stiftes in der Hierarchie des Bistums Worms waren die Kanonikate wirtschaftlich nur schwach ausgestattet.
Ämter der Gemeinschaft waren anfangs der Propst, der vom Stiftskapitel gewählt wurde, der Pförtner und der Kustos. Später traten noch der Scholaster und der Kantor hinzu, der Propst wurde als „Chef“ des Stifts durch einen Dekan ersetzt. Der letzte mit dem Titel „Propst“ versehene Geistliche im St. Paulusstift war von 1500 bis 1509 Simon Rybeisen. Ab 1398 diente eine Kanonikerstelle des Stifts als Ausstattung für einen Lehrer an der 1386 gegründeten Universität Heidelberg. Auch diese Dotation war relativ dürftig, so dass deren Inhaber in der Regel auf besser ausgestattete Professorenstellen wechselten, wenn ihnen das möglich war.
Aus der Zeit vor dem 17. Jahrhundert sind Stiftsordnungen des St. Paulusstifts nicht erhalten. Ab da spiegeln die erhaltenen Dokumente, dass die Stiftsherren ständig – wenn auch offensichtlich zu einem erheblichen Teil vergeblich – darauf verpflichtet wurden, insbesondere in der Öffentlichkeit amtsgemäß aufzutreten. Dazu zählten geistliche Kleidung, Tonsur, Verbot von Tanz, Wirtshausbesuch und Kartenspiel. Auch der Umgang mit Frauen scheint den Erwartungen der bischöflichen Aufsichtsbehörde nicht durchgängig entsprochen zu haben.
Seit 1402 ist eine Stiftsschule belegt, im 15. Jahrhundert aber auch ein Mangel an Büchern festgestellt. 1496 gibt es zwar einen Schulleiter, Schüler aber fehlen.

## Personal
Die Pröpste stammten im Mittelalter oft aus adeligen Familien. Die Raugrafen hatten das Amt über mehrere Generationen inne. Die Stiftsherren stammten anfangs oft aus den Familien der städtischen Wormser Führungsschicht. Mit den Konflikten zwischen Geistlichkeit und Bürgertum der Stadt lockerten sich diese Bindungen, ab dem 15. Jahrhundert sind sie selten.
Zweimal wurden Wormser Dompröpste auch Propst des St. Paulusstifts: 1293 Raugraf Emicho und 1294 sein Neffe, Heinrich III. von Daun. Letzterer war auch seit 1292 erster Propst des Liebfrauenstifts und wurde 1318 Bischof von Worms. Ein weiterer Propst, der zum Wormser Bischof avancierte war Eckard von Dersch. Weitere prominente Mitglieder des Stifts waren Rudolf von Rüdesheim (1402–1482), Bischof von Breslau, und Lorenz von Bibra (1459–1519), Bischof von Würzburg. Rudolf von Rüdesheim vertrat den Wormser Bischof 1438 auf dem Konzil von Basel und verhandelte im Auftrag des Konzils mit Papst Eugen IV.

## Wirtschaftliche Grundlage
Die Grundausstattung des Stifts stammte aus dem Vermögen der Salier-Grafen, das sie aufgeben mussten, als sie Worms verließen. Die wirtschaftliche Grundlage des Stifts waren weniger landwirtschaftliche Einkünfte, sondern die Vermietung und Verpachtung von innerstädtischem Haus- und Grundbesitz. Hinzu kamen Wasser- und Mühlenrechte und Mühlen entlang des Laufs des Eisbachs. Auch Kreditvergabe in großem Umfang war ein wirtschaftliches Standbein. Insgesamt scheint die Ausstattung nicht allzu üppig gewesen zu sein, immer wieder wird über mangelnde Einkünfte und Ausstattung berichtet.